# أياكا نيشيمورا
أياكا نيشيمورا (باليابانية: 西村綾加؛ بالكانا: にしむら あやか) هي لاعب هوكي الحقل يابانية، ولدت في 10 مايو 1989 في شيغا في اليابان.

## وصلات خارجية
- أياكا نيشيمورا على موقع أوليمبيديا (الإنجليزية)